# Harris County (Texas)
Das Harris County ist ein County im US-Bundesstaat Texas. Das U.S. Census Bureau hat bei der Volkszählung 2020 eine Einwohnerzahl von 4.731.145 ermittelt. Der Sitz der County-Verwaltung (County Seat) befindet sich in Houston.

## Geographie
Das County liegt südöstlich des geographischen Zentrums von Texas, gehört zur Metropolregion Greater Houston und ist etwa 35 km vom Golf von Mexiko entfernt. Es hat eine Fläche von 4604 Quadratkilometern, wovon 127 Quadratkilometer Wasserfläche sind. Es grenzt im Uhrzeigersinn an folgende Countys: Montgomery County, Liberty County, Chambers County, Galveston County, Brazoria County, Fort Bend County und Waller County.

## Geschichte
Harris County wurde am 17. März 1836 als Original-County mit dem Namen Harrisburg gebildet und die Verwaltungsorganisation im folgenden Jahr abgeschlossen. Die Umbenennung auf den heutigen Namen geschah am 28. Dezember 1839 und erinnert an John Richardson Harris (1790–1829). Harris etablierte 1824 einen Handelsposten in der Region und eine Bootsverbindung nach New Orleans.

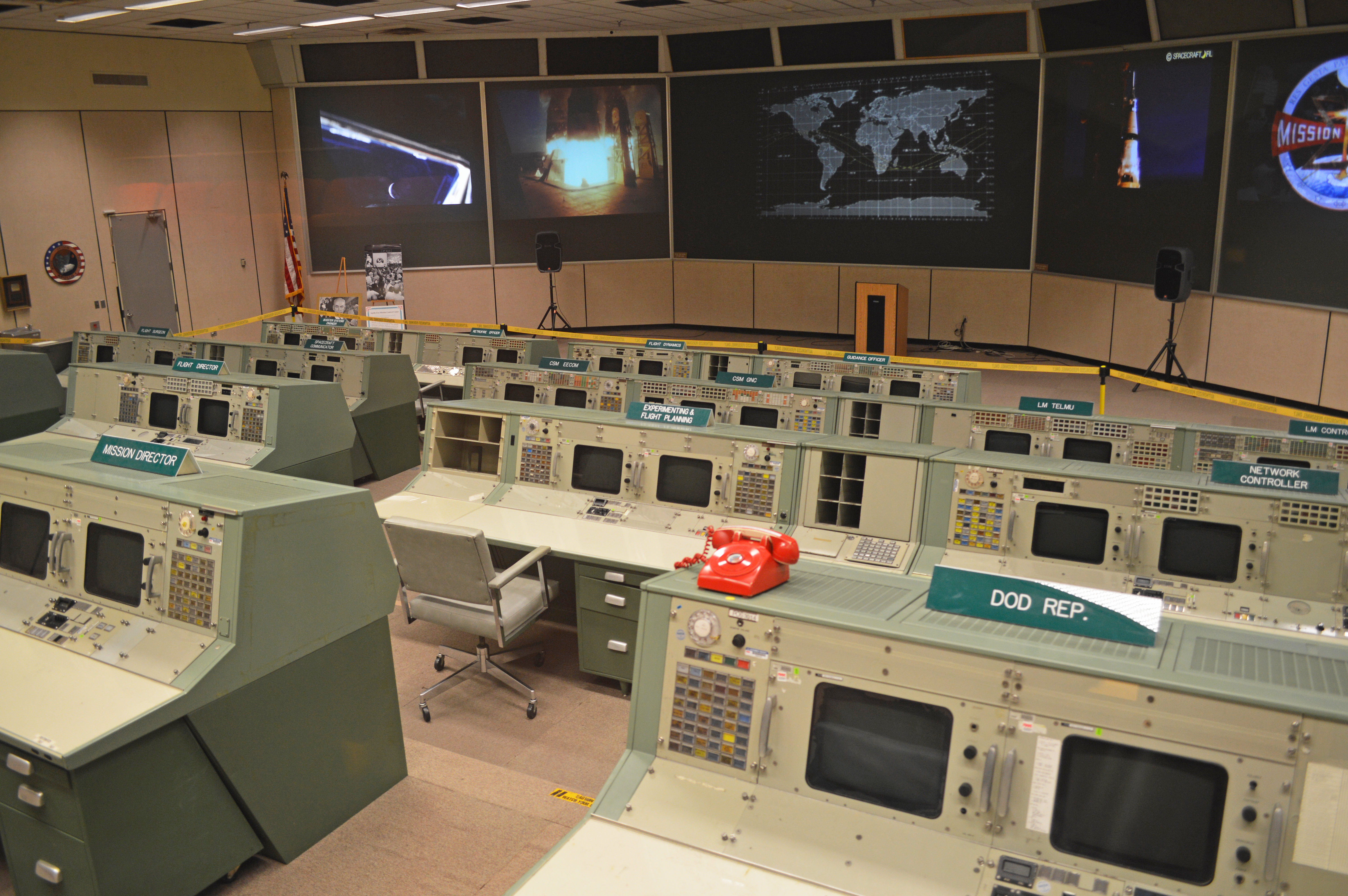
Im Christopher C. Kraft Jr. Mission Control Center (2017)

Im County sind insgesamt 292 Bauwerke und Stätten im National Register of Historic Places (NRHP) eingetragen (Stand 24. November 2021). Vier von diesen haben den Status einer National Historic Landmark, darunter das Christopher C. Kraft Jr. Mission Control Center im Lyndon B. Johnson Space Center.

## Politik und Todesstrafe
Harris ist der County in den USA, in dem seit 1976 die meisten in der Folge dann hingerichteten Menschen (124) verurteilt wurden. Dies sind mehr als in ganz Oklahoma oder in ganz Virginia und entspricht 23,5 % (bei 14,7 % der Bewohner) aller vollstreckter Todesurteile in Texas und 8,7 % (bei 1,1 % der Bewohner) aller vollstreckter Todesurteile in den USA.  (Stand 15. Januar 2016)
County Judge ist seit 2019 die Demokratin Lina Hidalgo, die damit die erste Frau und die erste Latina in dieser Funktion ist.

## Demografische Daten

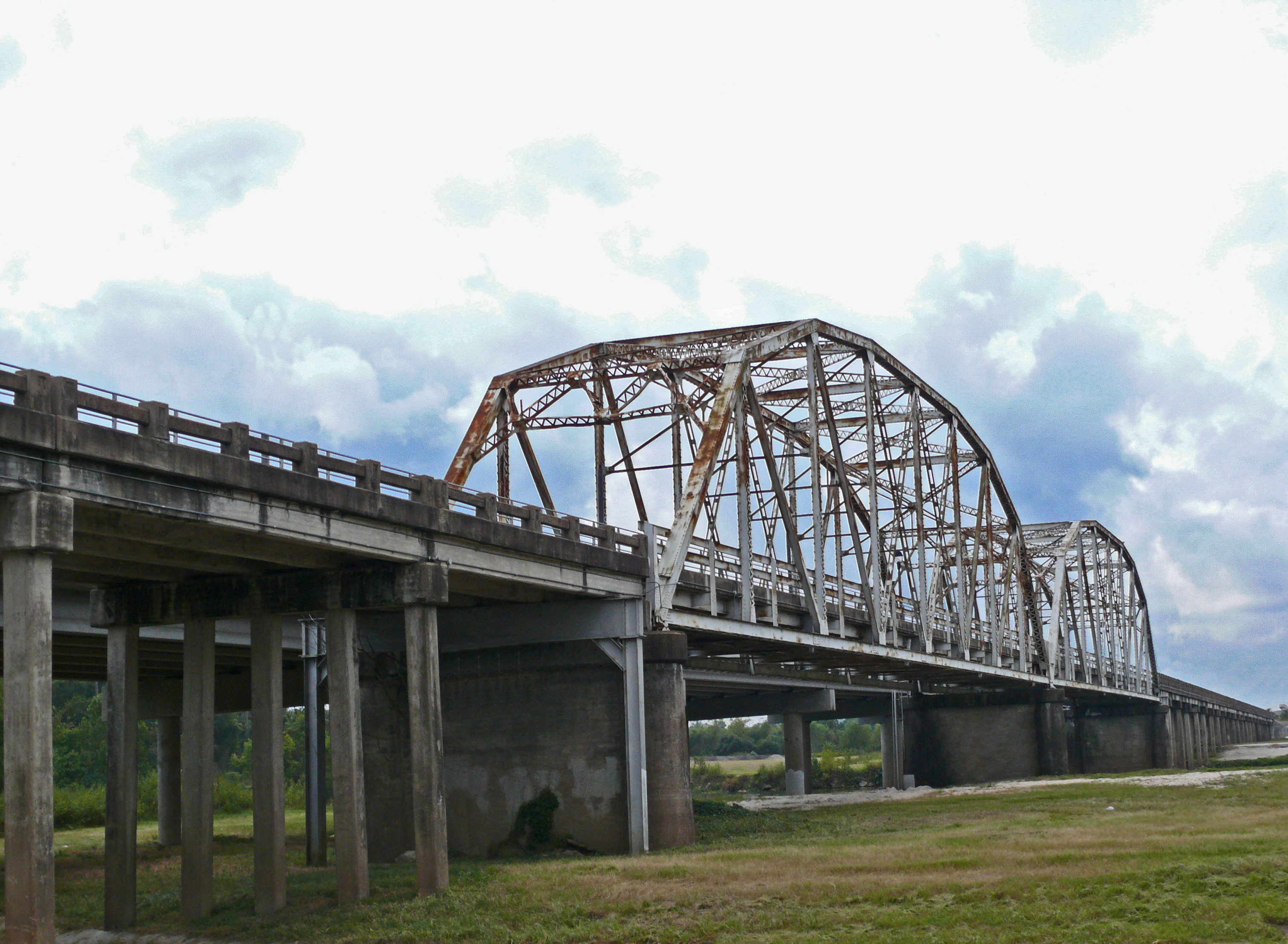
Die State Highway 35 Bridge at the West Fork of the San Jacinto River über den westlichen Arm des San Jacinto Rivers, gelistet im NRHP mit der Nr. 96001110

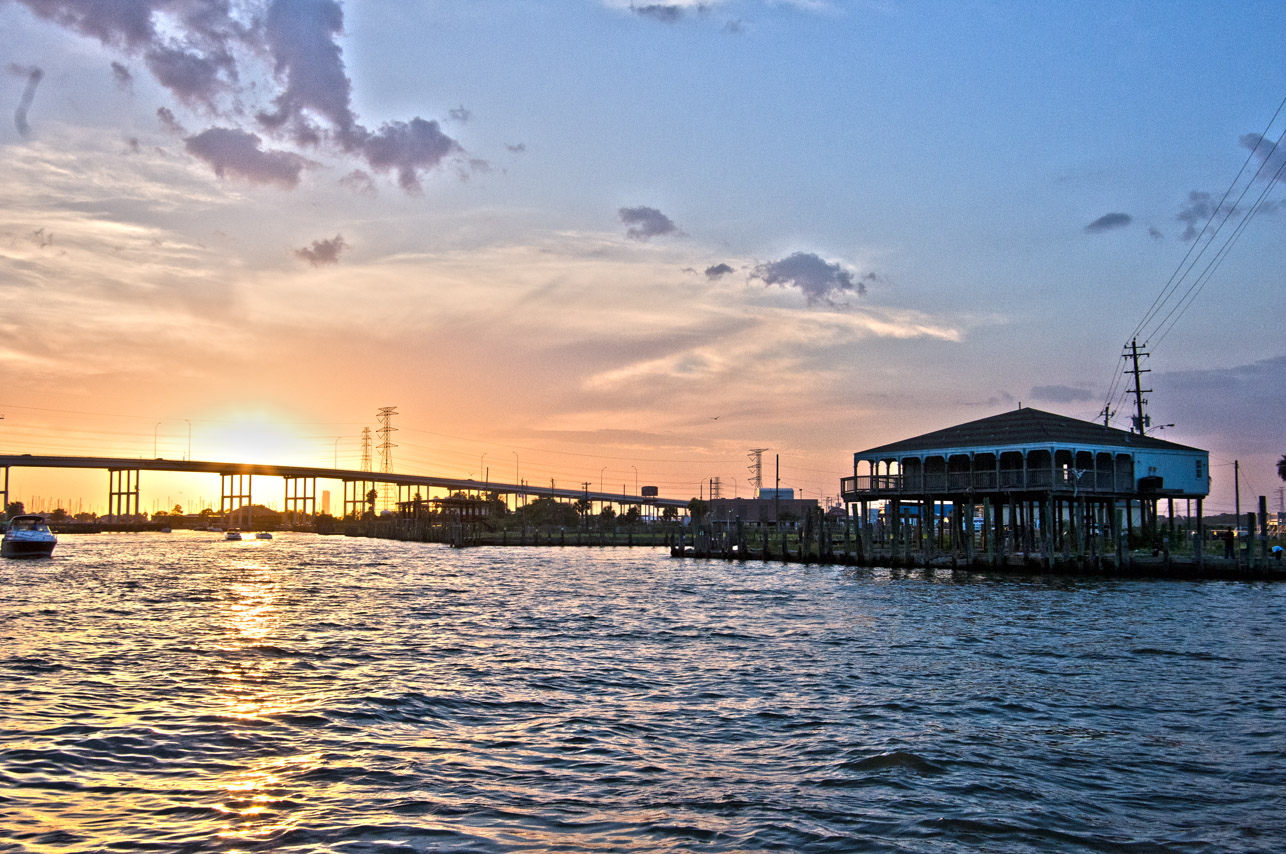
Sonnenuntergang über der Kemah Bridge über dem Kanal zwischen dem Clear Lake und der Galveston Bay

Nach der Volkszählung im Jahr 2000 lebten im Harris County 3.400.578 Menschen in 1.205.516 Haushalten und 834.217 Familien. Die Bevölkerungsdichte betrug 759 Einwohner pro Quadratkilometer. Ethnisch betrachtet setzte sich die Bevölkerung zusammen aus 58,73 Prozent Weißen, 18,49 Prozent Afroamerikanern, 0,45 Prozent amerikanischen Ureinwohnern, 5,14 Prozent Asiaten, 0,06 Prozent Bewohnern aus dem pazifischen Inselraum und 14,18 Prozent aus anderen ethnischen Gruppen; 2,96 Prozent stammten von zwei oder mehr Ethnien ab. 32,93 Prozent der Einwohner waren spanischer oder lateinamerikanischer Abstammung.
Von den 1.205.516 Haushalten hatten 37,7 Prozent Kinder oder Jugendliche, die mit ihnen zusammen lebten. 50,6 Prozent waren verheiratete, zusammenlebende Paare 13,7 Prozent waren allein erziehende Mütter und 30,8 Prozent waren keine Familien. 25,1 Prozent waren Singlehaushalte und in 5,3 Prozent lebten Menschen im Alter von 65 Jahren oder darüber. Die durchschnittliche Haushaltsgröße betrug 2,79 und die durchschnittliche Familiengröße betrug 3,38 Personen.
29,0 Prozent der Bevölkerung war unter 18 Jahre alt, 10,3 Prozent zwischen 18 und 24, 33,4 Prozent zwischen 25 und 44, 19,8 Prozent zwischen 45 und 64 und 7,4 Prozent waren 65 Jahre alt oder älter. Das Medianalter betrug 31 Jahre. Auf 100 weibliche Personen kamen 99,2 männliche Personen und auf 100 Frauen im Alter von 18 Jahren oder darüber kamen 97 Männer.
Das jährliche Durchschnittseinkommen eines Haushalts betrug 42.598 USD, das Durchschnittseinkommen einer Familie betrug 49.004 USD. Männer hatten ein Durchschnittseinkommen von 37.361 USD, Frauen 28.941 USD. Das Prokopfeinkommen betrug 21.435 USD. 12,1 Prozent der Familien und 14,97 % der Einwohner lebten unterhalb der Armutsgrenze.
Die Veränderungen 2010 sind dem Datenblatt von factfinder.census.gov zu entnehmen, insbesondere war die Bevölkerungszahl auf 4.092.495 Personen gewachsen. und wurde 2018 auf knapp 4.699.000 Personen geschätzt.

## Orte im County
- Addicks
- Addicks Barker
- Aldine
- Alief
- Atascocita
- Bammel
- Barker
- Barrett
- Baytown
- Bellaire
- Bordersville
- Bunker Hill Village
- Cedar Point
- Channelview
- Clear Lake City
- Cloverleaf
- Clutch City
- Cove
- Crosby
- Cypress
- Deer Park
- El Lago
- Fondren
- Galena Park
- Garth
- Golden Acres
- Greens Bayou
- Greenway Plaza
- Hedwig Village
- Heights
- Highlands
- Hilshire Village
- Hockley
- Hockley Mine
- Houston
- Houston Heights
- Howellville
- Huffman
- Hufsmith
- Humble
- Hunters Creek Village
- Jacinto City
- Jersey Village
- Katy
- Kingwood
- Klein
- Kohrville
- La Porte
- Lakewood
- Lomax
- Lynchburg
- McNair
- Memorial Park
- Morgans Point
- Nassau Bay
- North Houston
- Panther Creek
- Park Row
- Pasadena
- Piney Point Village
- Rayford
- Rose Hill
- Satsuma
- Seabrook
- Sharpstown
- Sheldon
- Shoreacres
- South Houston
- Southside Place
- Spring
- Spring Valley
- Stewart Heights
- Sylvan Beach
- Taylor Lake Village
- The Woodlands
- Timber Cove
- Tod
- Tomball
- Trammells
- Waller
- Webster
- West University Place